# RBC in het seizoen 1964/65
Het seizoen 1964/1965 was het 11e jaar in het bestaan van de Roosendaalse betaaldvoetbalclub RBC. De club kwam uit in de Eerste divisie en eindigde op de 14e plaats. Tevens deed de club mee aan het toernooi om de KNVB beker, hierin werd in de eerste ronde verloren van SVV (0–3).

## Wedstrijdstatistieken

### Eerste divisie
|       | Alkmaar '54 | Blauw-Wit | DHC   | Eindhoven | Elinkwijk | Enschedese Boys | Excelsior | Holland Sport | N.E.C. | Veendam | Velox | Volendam | De Volewijckers | VVV   | Willem II |
| ----- | ----------- | --------- | ----- | --------- | --------- | --------------- | --------- | ------------- | ------ | ------- | ----- | -------- | --------------- | ----- | --------- |
| Thuis | 1 – 3       | 1 – 4     | 1 – 1 | 1 – 1     | 1 – 0     | 1 – 3           | 2 – 0     | 0 – 0         | 3 – 2  | 1 – 1   | 3 – 1 | 3 – 1    | 2 – 0           | 1 – 1 | 1 – 2     |
| Uit   | 2 – 1       | 1 – 1     | 1 – 0 | 3 – 2     | 3 – 0     | 2 – 0           | 3 – 1     | 0 – 0         | 3 – 5  | 1 – 4   | 4 – 2 | 2 – 0    | 0 – 5           | 3 – 0 | 6 – 1     |

### KNVB beker
| 1e ronde                              | SVV                                                  | 3 – 0 (3 – 0) | RBC |
| 4 oktober 1964 Plaats: Schiedam Harga | John Schenk 5' Leen Hubert 10' Wout van Meeteren 25' |               |     |

## Statistieken RBC 1964/1965

### Eindstand RBC in de Nederlandse Eerste divisie 1964 / 1965
| Stand | Gespeeld | Gewonnen | Gelijk | Verloren | Punten | Doelpunten voor | Doelpunten tegen |
| ----- | -------- | -------- | ------ | -------- | ------ | --------------- | ---------------- |
| 14e   | 30       | 9        | 7      | 14       | 25     | 44              | 54               |

### Topscorers
| #      | Naam                 | Goal |
| ------ | -------------------- | ---- |
| 1.     | Gerard Désar         | 7    |
| 1.     | Cor van Zandvliet    | 7    |
| 3.     | Pierre van Hal       | 6    |
| 4.     | Henk van de Ven      | 5    |
| 5.     | Jan Allart           | 4    |
| 5.     | Kees Cools           | 4    |
| 7.     | Piet Bruijninckx     | 2    |
| 7.     | Kees van der Heijden | 2    |
| 7.     | Adri Roks            | 2    |
| 7.     | Ton van Wijk         | 2    |
| 11.    | René Rommens         | 1    |
| 11.    | Theo Verkuyl         | 1    |
| 11.    | M. de Veth           | 1    |
| Totaal | Totaal               | 44   |

| #      | Naam        | Goal |
| ------ | ----------- | ---- |
| –      | Geen speler | 0    |
| Totaal | Totaal      | 0    |

## Voetnoten
Alkmaar '54 ·
Blauw-Wit ·
DHC ·
Elinkwijk ·
Enschedese Boys ·
Eindhoven ·
Excelsior ·
Holland Sport ·
N.E.C. ·
RBC ·
Veendam ·
Velox ·
Volendam ·
De Volewijckers ·
VVV ·
Willem II